# EnAccord Strijkkwartet
Het EnAccord Strijkkwartet is een in Nederland gevestigd strijkkwartet dat bestaat uit Nederlandse en Belgische musici. Het kwartet werd in 1998 opgericht en bestond in de laatste jaren uit:
- Ilka van der Plas – viool, sinds 1998,
- Helena Druwé – viool, sinds 2007,
- Rosalinde Kluck – altviool sinds 1998 en
- Maike Reisener – cello, sinds 2015.

Het strijkkwartet is opgericht ter gelegenheid van het Orlando Festival, vanuit het Viotta jeugdorkest en de vooropleiding van het Conservatorium.
De leden zijn inmiddels afgestudeerd aan het Conservatorium van Amsterdam en het Koninklijk Conservatorium te Den Haag.
De violistes en altvioliste bespelen alle drie een instrument uit 1866/7 van de vioolbouwer Jean-Baptiste Vuillaume, de cello is in 1835 gebouwd door Pierre en Hippolyte Silvestre. Deze instrumenten zijn ter beschikking gesteld door het Nationaal Muziekinstrumenten Fonds (NMF).
Het strijkkwartet richt zich op het klassieke repertoire, gecombineerd met stukken van hedendaagse componisten, onder anderen John Zorn, Steve Reich, Alexandra Vrebalov, Pjotr Skweres en Jo Sporck.
Het ensemble werkte samen met de altviolisten Hartmut Rohde en Ferdinand Erblich, pianisten Nicolas Callot en Severin von Eckardstein, klarinettisten Walter Boeykens en Frank van den Brink, hoboïst Bart Schneemann en celliste Maartje-Maria den Herder.
Het strijkkwartet volgde tussen 2003 en 2006 de deeltijdopleiding van de Nederlandse Strijkkwartet Academie, met als vaste docent Stefan Metz. Tussen 2008 en 2010 studeerden zij aan de Hochschule für Musik in Keulen bij de leden van het Alban Berg Quartett. Het kwartet volgde daarnaast masterclasses en cursussen van het Párkányi Quartet, Kronos Quartet en Takács Quartet.
Het kwartet concerteerde onder andere in Istanboel, Parijs, Boedapest en New York.
In juni 2023 gaf het kwartet zijn laatste concert, waarna het na 25 jaar werd opgeheven.

## Prijzen
- 1999 - Speciale Orlando-prijs, Prinses Christina Concours
- 2000 - 2e prijs regionale finale, Prinses Christina Concours
- 2001 - 3e prijs Categorie B, Charles Hennen Concours
- 2005 - 2e prijs Categorie C, Charles Hennen Concours
- 2007 - Winnaar Pasmanbeurs, Vriendenkransconcours
- 2008 - 2e prijs Categorie C, Charles Hennen Concours
- 2008 - Publieksprijs, Almere Kamermuziek Concours
- 2009 - 3e prijs, 4. Internationaler Joseph Haydn Wettbewerb in Wenen
- 2009 - 2e prijs, 5th International Chamber Music Competition in Trondheim[2]
- 2010 - Kersjes van de Groenekan Prijs.[3]